# Boignée
Boignée (en wallon Bwagnéye) est une section de la commune belge de Sombreffe, située en Région wallonne dans la province de Namur.
C'était une commune à part entière avant la fusion des communes de 1977, qui faisait alors partie de la province de Hainaut.
Le village conserve son charme rural par ses maisons en vieilles pierres et son vieux moulin. L'église est dépourvue de clocher, celui ayant menacé de s'écrouler à la suite d'un affaissement de terrain. Boignée est un village construit sur un relief presque montagneux.
Village comptant environ 600 habitants, il tend ces dernières années à augmenter, village attirant un nombre important de ceux désirant y passer une vie calme et campagnarde. De nombreuses fermes, champs et prairies entourent ce petit village wallon.

## Géographie

### Hydrographie
Boignée est arrosé par la Ligne.

## Démographie
- Sources:INS, Rem:1831 jusqu'en 1970=recensements, 1976= nombre d'habitants au 31 décembre

## Histoire
Les archives de Boignée constituent une exposition intéressante quant à l'histoire de ce petit village typique.

## Liste de bourgmestres de 1830 à 1977
- J. Francq (1848).

## Patrimoine
- Eglise Saint-Lambert. Construite par Emile Tirou en 1877, au départ d'une mononef du XVIIIe siècle, la tour fut démolie en 1976[2].
- Ferme du Chapitre, rue Daloze. Datant du XIXe siècle, ancienne propriété du chapitre de Fosses-la-Ville, qui détenait la seigneurie du lieu[2].
- Ancien presbytère, rue des Ecoles. Datant de la 2e moitié du XVIIIe siècle et exhaussée en brique vers 1800[3].

## Personnalités
- Marcel Hocq (1933-), peintre, sculpteur et céramiste expressionniste, est né à Boignée.
- Michel Tacq (1927-1994), auteur de bande dessinée dont la famille Tacq est originaire de Boignée depuis de nombreuses générations